# Конопля, Ефим Дмитриевич
Ефи́м Дми́триевич Конопля́ (укр. Юхим Дмитрович Конопля; род. 26 августа 1999, Донецк) — украинский футболист, защитник донецкого «Шахтёра» и сборной Украины. Участник чемпионата Европы 2024.

## Клубная карьера
Ефим является воспитанником СДЮШОР «Шахтёр». В сезоне 2016/17 он начал выступать за юношескую команду донецкого коллектива. В 2018 году Ефим был переведён в молодёжный состав, за который принял участие в двадцати матчах молодёжного чемпионата Украины. В июне 2019 года перешёл на правах аренды в «Десну». В сезоне 2019/20 всего провел за «Десну» 24 матча во всех турнирах (из них 22 в чемпионате и 2 в Кубке), забитыми голами не отмечался. Его команда заняла 4-место в турнирной таблице (наивысшее достижением в истории клуба) с правом участвовать в третьем квалификационном раунде Лиги Европы.
24 сентября 2020 года дебютировал в еврокубках, отыграв полный матч третьего квалификационного раунда Лиги Европы против немецкого «Вольфсбурга» на «АОК-стедиум», который завершился со счётом 2:0 в пользу хозяев и «Десна» не прошла в следующий раунд (ответный матч на данной стадии не проводился). Этот матч стал также дебютным для «Десны» в екрокубках.
9 мая 2021 года забил свой первый гол за «Десну» (и первый в клубной карьере), отличившись в выездном матче 26-го тура УПЛ против «Мариуполя» (1:4) на 44-й минуте. Всего в сезоне УПЛ 2020/21 провёл за «Десну» 22 матча в которых забил 1 мяч, а его команда финишировала на 6-м месте, не попав в зону еврокубков.
21 августа 2021 года дебютировал за первую команду «Шахтёра» в матче украинской Премьер-лиги против «Черноморца», проведя на поле все 90 минут. 18 сентября 2021 года отдал три голевые передачи в матче украинской Премьер-лиги против «Мариуполя». 22 сентября 2021 года стал обладателем Суперкубка Украины 2021, в матче которого против киевского «Динамо», вышел на замену Педриньо на 88-й минуте.

## Карьера в сборной

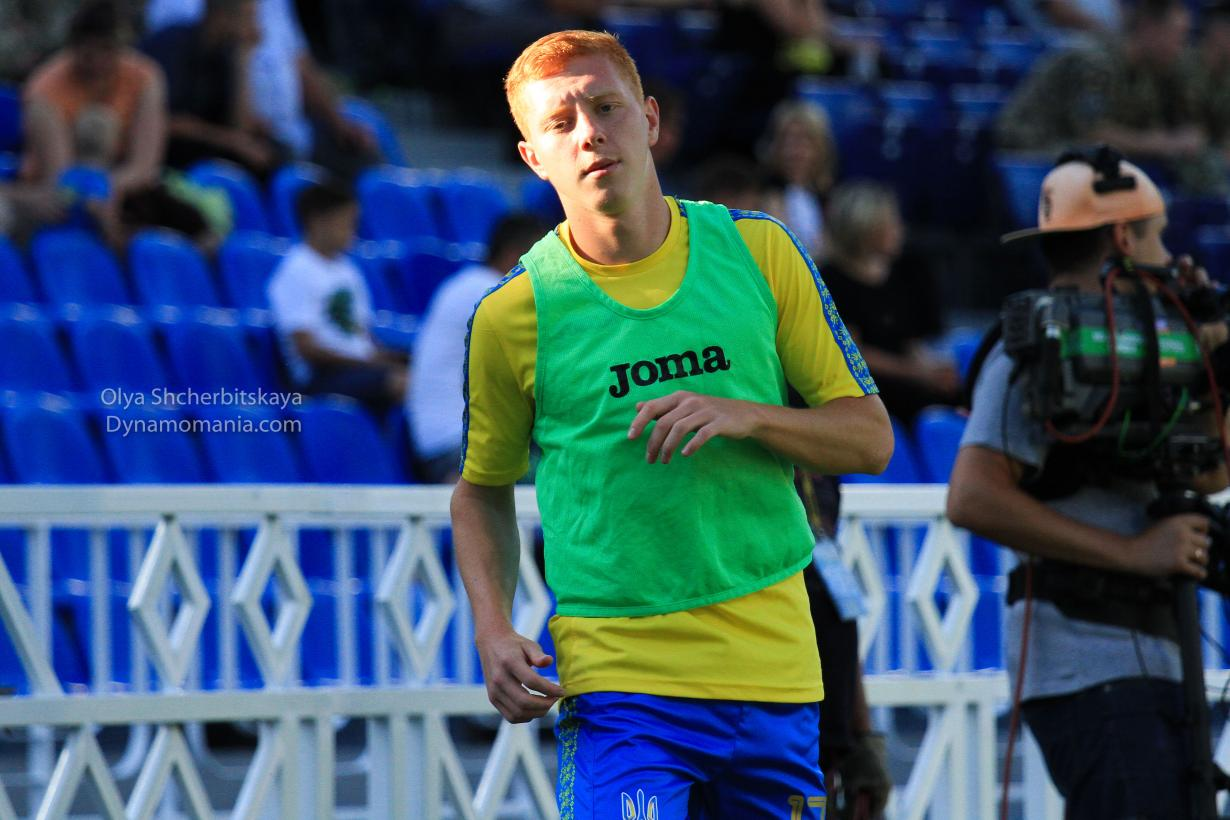
Ефим Конопля в составе молодёжной сборной Украины

Ефим представлял Украину на юношеском и молодёжном уровне. В составе молодёжной сборной Украины он принимал участие на чемпионате мира 2019. На этом турнире Ефим принял участие в шести матчах, в которых отдал четыре голевые передачи (одну из них — в финальной встрече с южнокорейцами). Его сборная стала чемпионом мира, выиграв этот турнир.
В октябре 2020 года вызван Андреем Шевченко в сборную Украины для участия в матчах против Франции, Германии и Испании. Перед игрой с Францией ряд игроков сине-жёлтых заболели COVID-19 из-за чего проведение матча было под сомнением. Тем не менее, товарищеская встреча с французами состоялась, как и планировалось, 7 октября. Шевченко выставил в стартовом составе сразу четырёх дебютантов, включая Коноплю, который отыграл весь поединок. По итогам встречи Украина уступила с самым разгромным счётом в своей истории (1:7).
16 июня 2023 года в матче отборочного цикла на чемпионат Европы 2024 года с Северной Македонией отметился своим дебютным голом за Украину.

## Статистика

### Клубная
| Выступление      | Выступление      | Выступление      | Чемпионат | Чемпионат | Кубок | Кубок | Еврокубки | Еврокубки | Прочие | Прочие | Итого | Итого |
| Клуб             | Лига             | Сезон            | Игры      | Голы      | Игры  | Голы  | Игры      | Голы      | Игры   | Голы   | Игры  | Голы  |
| ---------------- | ---------------- | ---------------- | --------- | --------- | ----- | ----- | --------- | --------- | ------ | ------ | ----- | ----- |
| → Десна          | Премьер-лига     | 2019/20          | 22        | 0         | 2     | 0     | 0         | 0         | 0      | 0      | 24    | 0     |
| → Десна          | Премьер-лига     | 2020/21          | 22        | 1         | 2     | 0     | 1         | 0         | 0      | 0      | 25    | 1     |
| → Десна          | Итого            | Итого            | 44        | 1         | 4     | 0     | 1         | 0         | 0      | 0      | 49    | 1     |
| Шахтёр (Донецк)  | Премьер-лига     | 2021/22          | 9         | 1         | 1     | 0     | 0         | 0         | 1      | 0      | 11    | 1     |
| Шахтёр (Донецк)  | Премьер-лига     | 2022/23          | 18        | 2         | 0     | 0     | 8         | 0         | 0      | 0      | 26    | 2     |
| Шахтёр (Донецк)  | Премьер-лига     | 2023/24          | 21        | 1         | 4     | 1     | 5         | 0         | 0      | 0      | 30    | 2     |
| Шахтёр (Донецк)  | Премьер-лига     | 2024/25          | 13        | 0         | 4     | 1     | 7         | 0         | 0      | 0      | 24    | 1     |
| Шахтёр (Донецк)  | Итого            | Итого            | 61        | 4         | 9     | 1     | 20        | 0         | 0      | 0      | 90    | 5     |
| Всего за карьеру | Всего за карьеру | Всего за карьеру | 105       | 5         | 13    | 1     | 21        | 0         | 1      | 0      | 140   | 6     |

1. ↑  Кубок Украины
2. ↑  Суперкубок Украины

### Выступления за сборную
| № | Дата           | Оппонент           | Счёт | Голы | Пасы | Карточки | Минуты | Соревнование             |
| - | -------------- | ------------------ | ---- | ---- | ---- | -------- | ------ | ------------------------ |
| 1 | 7 октября 2020 | Франция            | 1:7  | —    | —    | 61'      | 90'    | Товарищеский матч        |
| 2 | 11 ноября 2020 | Польша             | 0:2  | —    | —    | —        | 63'    | Товарищеский матч        |
| 3 | 14 ноября 2020 | Германия           | 1:3  | —    | —    | —        | 90'    | Лига наций 2020/21 (А)   |
| 4 | 16 июня 2023   | Северная Македония | 3:2  | Гол  | —    | —        | 45'    | Отборочные матчи ЧЕ-2024 |
| 5 | 19 июня 2023   | Мальта             | 1:0  | —    | —    | —        | 90'    | Отборочные матчи ЧЕ-2024 |

Итого: 4 матча, 1 гол / 1 победа, 0 ничьих , 3 поражения.

## Достижения

### Командные
«Шахтёр» (Донецк)
- Чемпион Украины (2): 2022/23, 2023/24
- Бронзовый призёр чемпионата Украины: 2024/25
- Обладатель Кубка Украины (2): 2023/24, 2024/25
- Обладатель Суперкубка Украины: 2021

Сборная Украины
- Чемпион молодёжного чемпионата мира: 2019

### Награды
- Орден «За заслуги» III степени (2019)[17]